# Golden Chariot

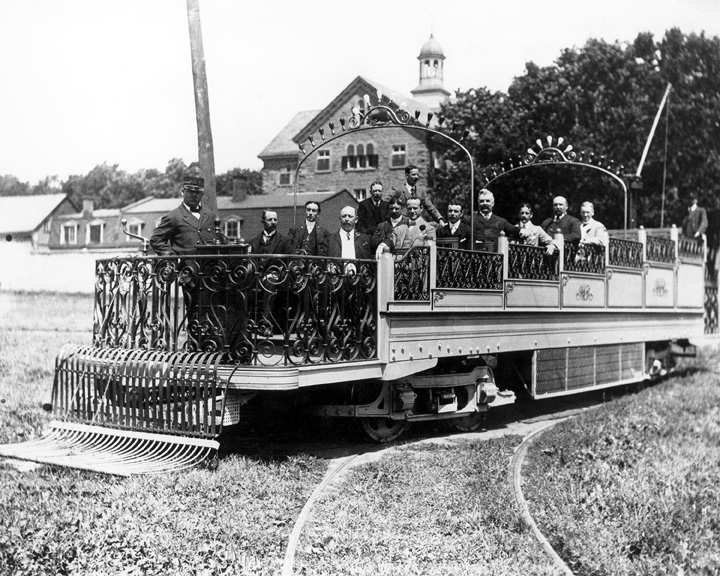
Golden Chariot 1 oder 2 (1905), Vorderseite

Einige kanadische und US-amerikanische Straßenbahnsysteme beschafften vierachsige Aussichtstriebwagen, die zwei ungewöhnliche Konstruktionsmerkmale aufwiesen: Sie erhielten kein Dach und die Sitzreihen wurden ansteigend angeordnet.

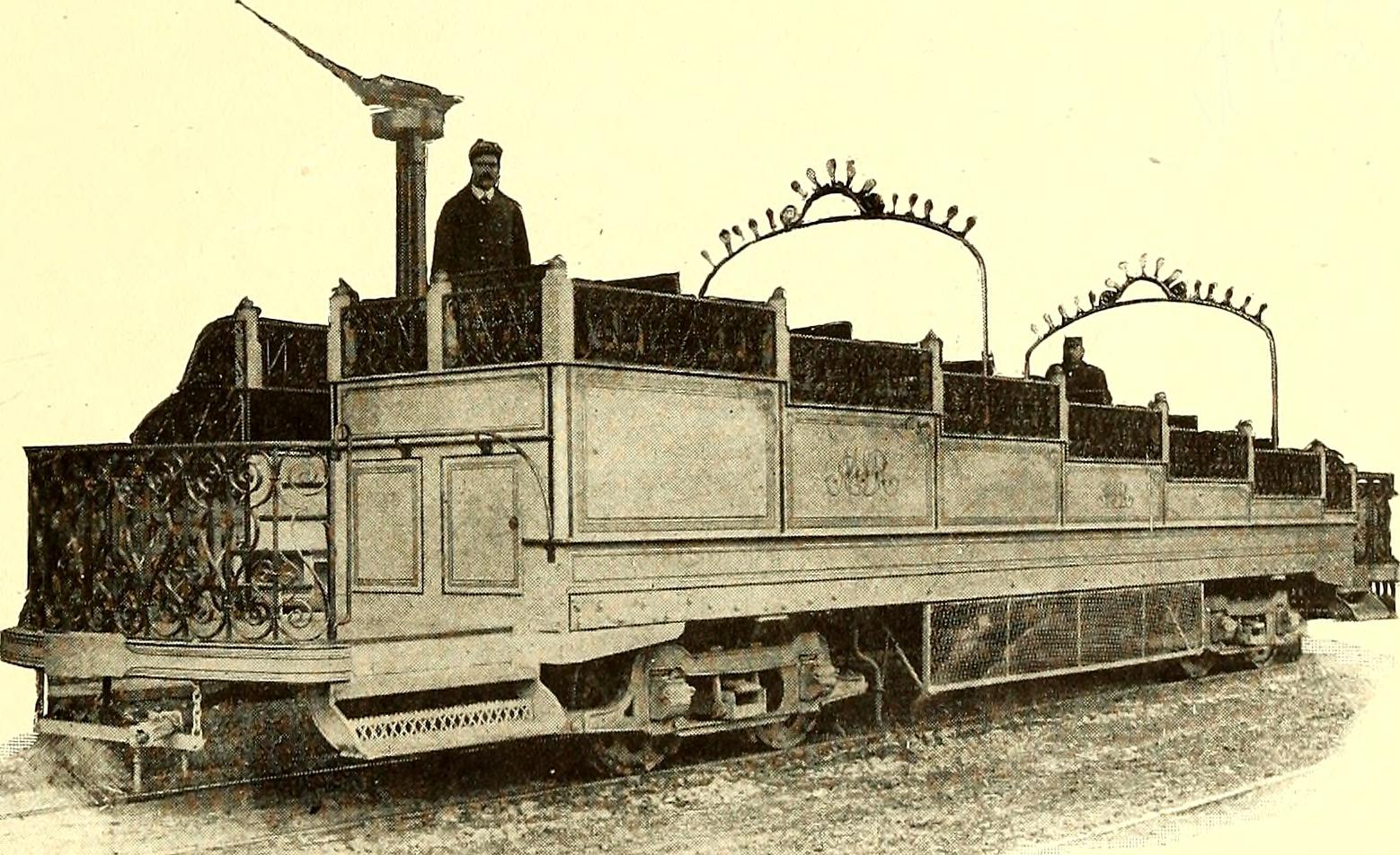
Abbildung im Street Railway Journal (Hinterseite)

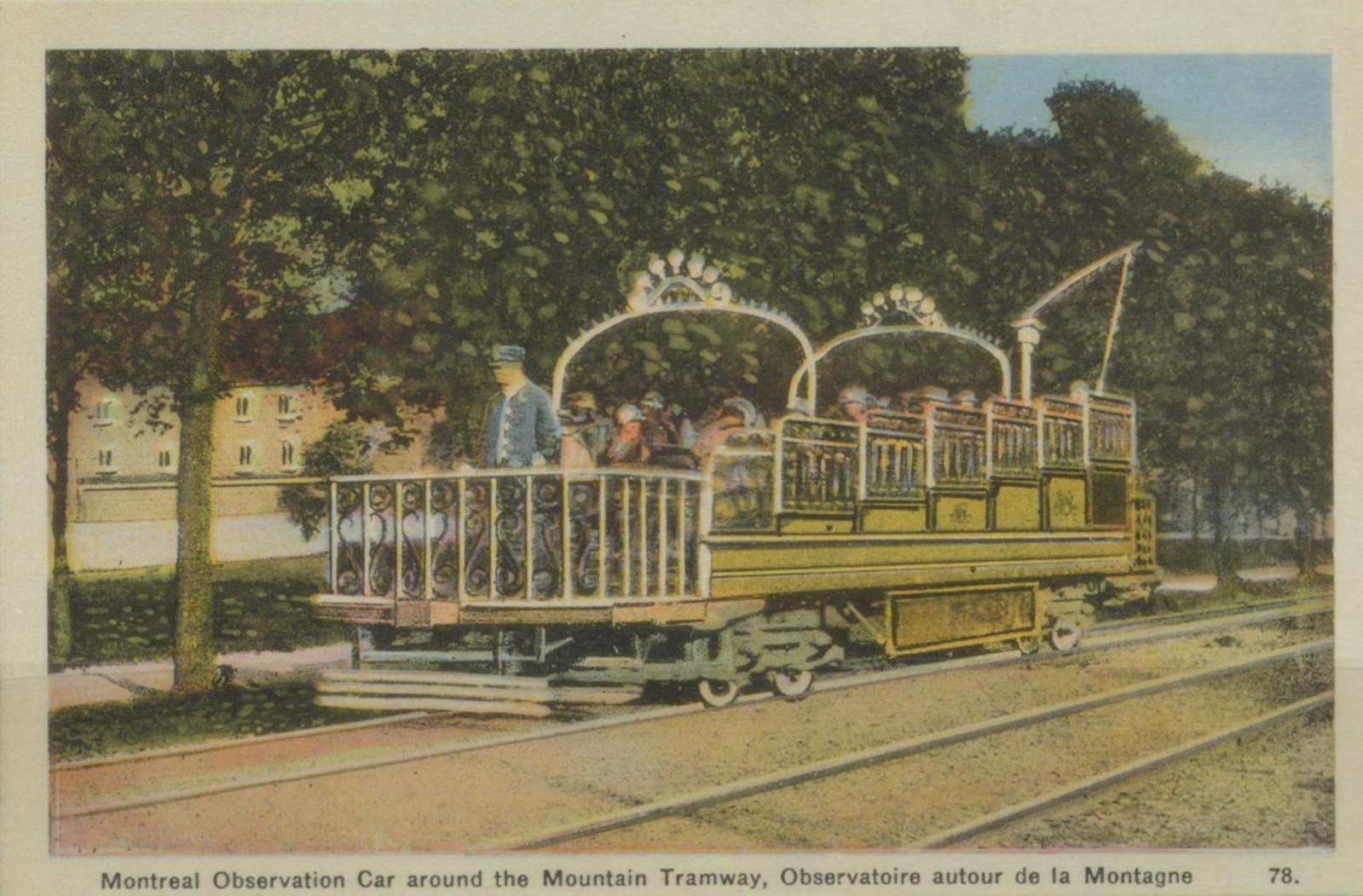
Kolorierte Postkarte

Die vom Straßenbahnbetrieb von Montreal beschafften Fahrzeuge wurden Golden Chariot (Goldener Streitwagen) benannt. Das ist aber ein lokaler Eigenname. Auf Englisch wurden Aussichts-(trieb-)wagen ansonsten als observation car bezeichnet.

## Geschichte

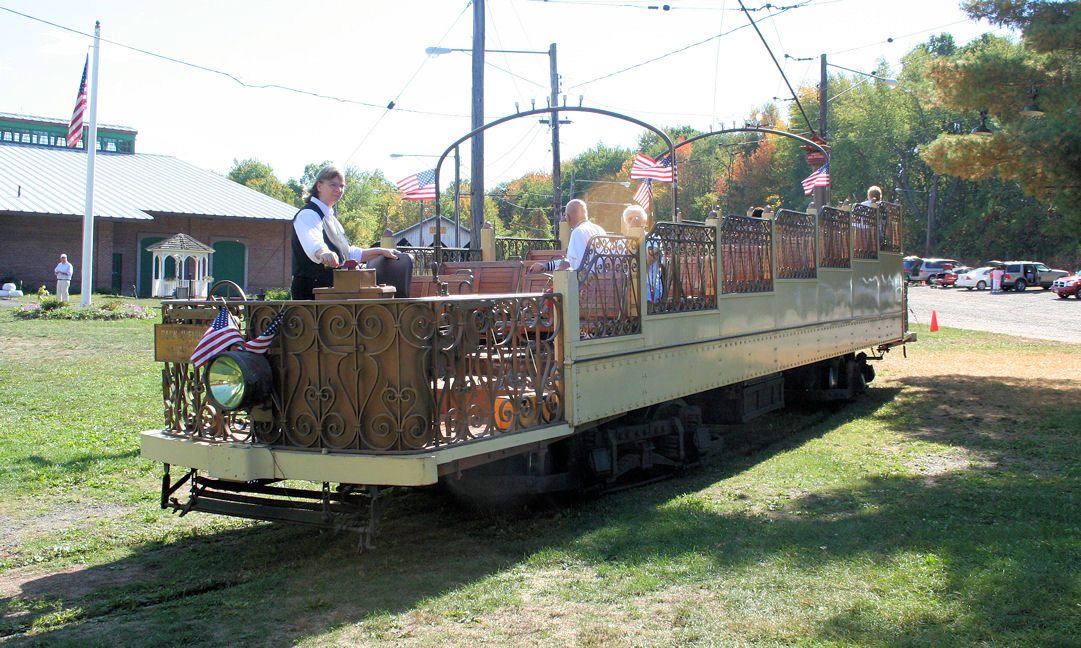
Golden Chariot Nummer 4 im Connecticut Trolley Museum (2007)

Die Montreal Street Railway, der örtliche Straßenbahnbetreiber der kanadischen Großstadt Montreal, beschaffte nach dem Jahr 1905 vier derartige Aussichtswagen. Die außergewöhnliche Konstruktion wurde von einem mehrstöckigen Wagen inspiriert, der auf der Weltausstellung 1904 in St. Louis gezeigt wurde.

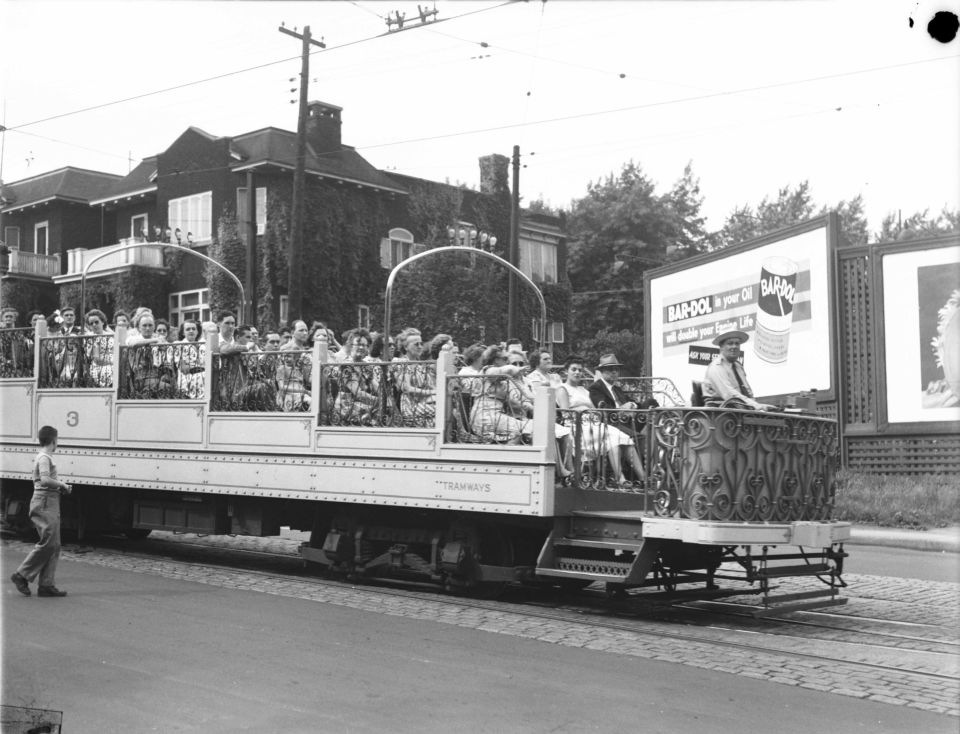
Wagen 3 im Jahr 1947

Der erste dieser Wagen wurde 1905 in den Werkstätten des Unternehmens gebaut. Im darauffolgenden Jahr kam Wagen Nr. 2 hinzu. Die Aussichtswagen waren so erfolgreich, dass 1924 schließlich zwei weitere solcher Wagen beschafft wurden.
Zwei der vier Fahrzeuge wurden im Zweiten Weltkrieg adaptiert um Arbeiter von Rüstungsunternehmen zu transportieren. 1954 wurde an jedem Aussichtswagen eine Windschutzscheibe mit drei Fenstern angebracht. Mit allen vier Fahrzeugen wurden bis 1957 Besichtigungstouren angeboten.
Im Laufe der Betriebsgeschichte wurden die Fahrzeuge durch die Montreal Street Railway, Montreal Tramways und Montreal Transportation Commission eingesetzt.

## Routen
Die erste Route befuhr einen Rundkurs im Uhrzeigersinn über 16 Kilometer um die drei Gipfel des Mont Royal via Bleury, Park, Laurier, Côte Ste. Catherine, Bellingham, Maplewood, Decelles, Queen Mary, eine Sondertrasse zwischen Queen Mary und Côte Saint Luc, Girouard, Sherbrooke, Atwater, St. Luke, Closse, Sainte Catherine und zurück nach Bleury.
Eine zweite Route wurde in den späteren 1940er Jahren in Betrieb genommen. Sie verlief entgegen dem Uhrzeigersinn von Ste. Catherine, Delorimier, Mont Royal Avenue, Park, Laurier, Côte Ste. Catherine, Bellingham, Maplewood, Decelles, Queen Mary, Côte des Neiges, zurück nach Ste. Catherine. Diese Route wurde nur bis 1955 genutzt.

## Konstruktion
Alle vier Fahrzeuge wurden ohne Dach konstruiert. Die Sitzreihen waren theaterartig in zunehmend höheren Ebenen auf beiden Seiten eines Mittelgangs angeordnet sind. Die Wagen wurden als Einrichtungsfahrzeuge mit Bedienelementen nur an einem Ende ausgeführt. Die Fahrzeuge wurden rundum mit eisernen Geländern mit aufwendig detaillierten Jugendstilornamenten versehen.

## Verbreitung
Turner schreibt, das Konzept des Fahrzeuges wäre so erfolgreich gewesen, dass die meisten größeren kanadischen Städte solche Straßenbahnwagen im Bestand gehabt hätten. Eine andere Quelle gibt an, es hätte etwa ein Dutzend ähnlicher Wagen in einigen Städten in Kanada und den Vereinigten Staaten gegeben.

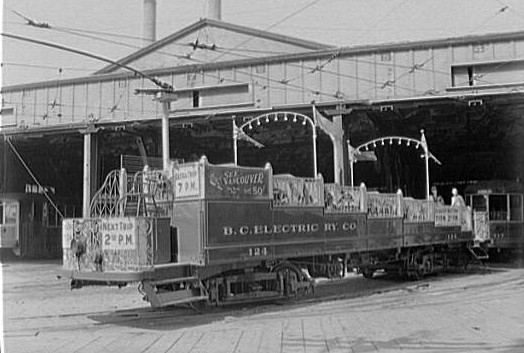
Observation Car in Vancouver

Sehr ähnliche Fahrzeuge sind bei der British Columbia Railway Company in Vancouver bekannt. Bauart der Drehgestelle und des Führerstandes sind aber unterschiedlich ausgeführt.

## Erhaltung

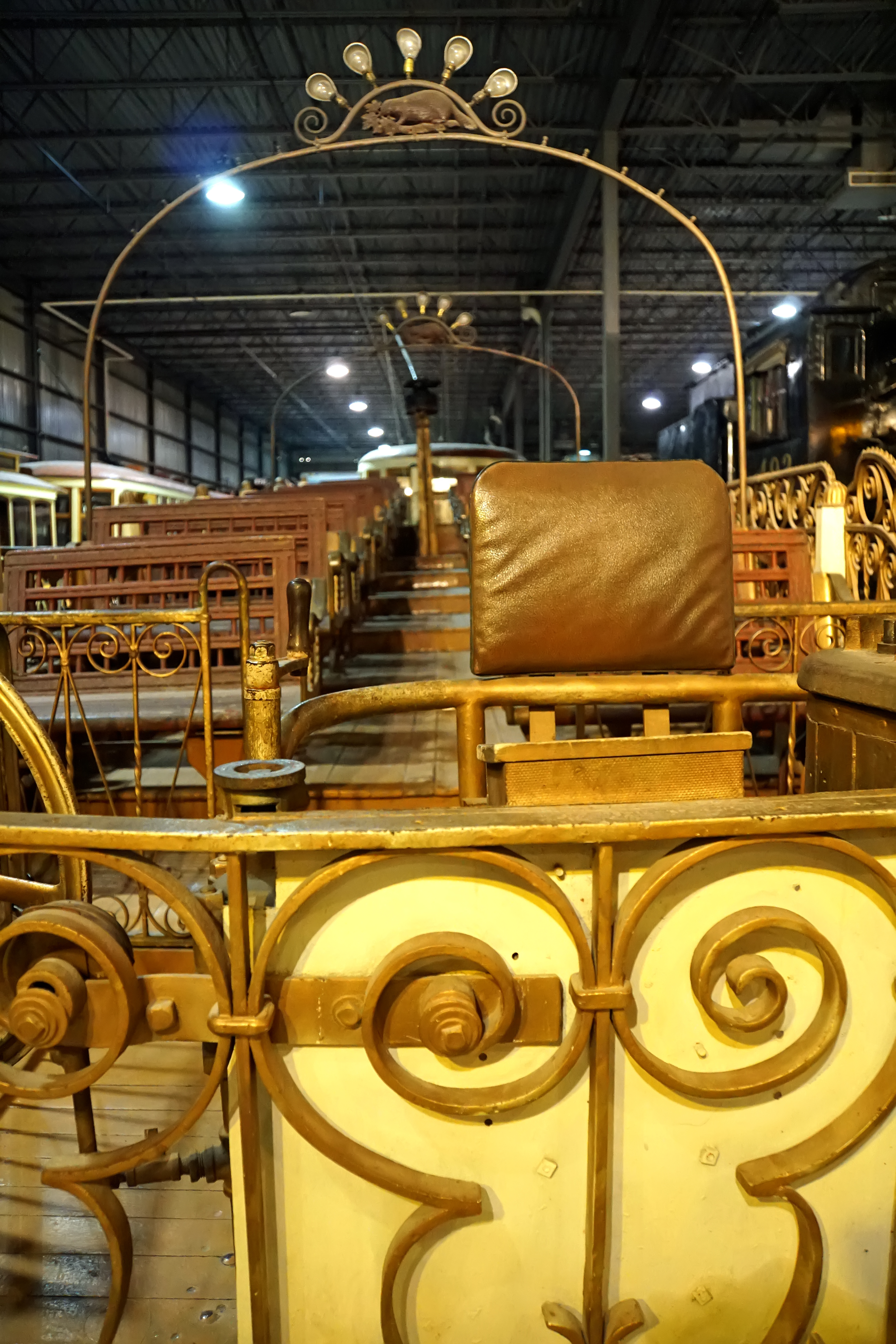
Detailansicht eines in Kanada erhaltenen Fahrzeuges

Nach der Komplettschließung des Straßenbahnnetzes von Montreal im Jahr 1959 blieben alle vier Fahrzeuge bis heute erhalten.
| Fahrzeug          | Sammlung                                                               |
| ----------------- | ---------------------------------------------------------------------- |
| Fahrzeuge 1 und 3 | Exporail Wagen 3 wird auf einer Vorführstrecke des Museums eingesetzt. |
| Fahrzeug 2        | Seashore Trolley Museum                                                |
| Fahrzeug 4        | Connecticut Trolley Museum                                             |